# Bort-les-Orgues
Bort-les-Orgues è un comune francese di 3 209 abitanti situato nel dipartimento della Corrèze nella regione della Nuova Aquitania.

## Società

### Evoluzione demografica
Abitanti censiti